# Heineken Open 1998 - Qualificazioni singolare
Le qualificazioni del singolare  dell'Heineken Open 1998 sono state un torneo di tennis preliminare per accedere alla fase finale della manifestazione. I vincitori dell'ultimo turno sono entrati di diritto nel tabellone principale. In caso di ritiro di uno o più giocatori aventi diritto a questi sono subentrati i lucky loser, ossia i giocatori che hanno perso nell'ultimo turno ma che avevano una classifica più alta rispetto agli altri partecipanti che avevano comunque perso nel turno finale.
Le qualificazioni del torneo Heineken Open 1998 prevedevano 32 partecipanti di cui 4 sono entrati nel tabellone principale.

## Teste di serie
1. Jan Siemerink (ultimo turno)
2. Tomas Nydahl (primo turno)
3. Oliver Gross (secondo turno)
4. Jordi Burillo (ultimo turno)

1. Alberto Martín (secondo turno)
2. Lucas Arnold Ker (secondo turno)
3. Marcos Ondruska (secondo turno)
4. Fernando Vicente (ultimo turno)

## Qualificati
1. Brian MacPhie
2. Christian Vinck

1. Glenn Weiner
2. Michael Sell

## Tabellone

### Legenda
| - Q = Qualificato - WC = Wild card - LL = Lucky loser | - ALT = Alternate - SE = Special Exempt - PR = Protected Ranking | - w/o = Walkover - r = Ritirato - d = Squalificato |

### Sezione 1
|  | Primo turno           | Primo turno           | Primo turno           | Primo turno | Primo turno |  |  | Secondo turno | Secondo turno         | Secondo turno         | Secondo turno | Secondo turno |   |   | Ultimo turno | Ultimo turno  | Ultimo turno  | Ultimo turno | Ultimo turno |  |
|  |                       |                       |                       |             |             |  |  |               |                       |                       |               |               |   |   |              |               |               |              |              |  |
|  | 1                     | Jan Siemerink         | Jan Siemerink         | 6           | 6           |  |  |               |                       |                       |               |               |   |   |              |               |               |              |              |  |
|  |                       | Daniel Parun          | Daniel Parun          | 4           | 3           |  |  | 1             | Jan Siemerink         | Jan Siemerink         | 6             | 6             |   |   |              |               |               |              |              |  |
|  | Jean-Baptiste Perlant | Jean-Baptiste Perlant | Jean-Baptiste Perlant | 6           | 6           |  |  |               | Jean-Baptiste Perlant | Jean-Baptiste Perlant | 4             | 4             |   |   |              |               |               |              |              |  |
|  | Mark Thompson         | Mark Thompson         | Mark Thompson         | 3           | 1           |  |  |               |                       |                       |               |               |   |   | 1            | Jan Siemerink | Jan Siemerink | 3            | 3            |  |
|  | Brian MacPhie         | Brian MacPhie         | Brian MacPhie         | 7           | 6           |  |  |               |                       |                       | Brian MacPhie | Brian MacPhie | 6 | 6 |              |               |               |              |              |  |
|  | David Witt            | David Witt            | David Witt            | 6           | 3           |  |  |               | Brian MacPhie         | Brian MacPhie         | 6             | 6             |   |   |              |               |               |              |              |  |
|  | 7                     | Marcos Ondruska       | 3                     | 6           | 7           |  |  | 7             | Marcos Ondruska       | Marcos Ondruska       | 2             | 3             |   |   |              |               |               |              |              |  |
|  |                       | Marco Meneschincheri  | 6                     | 3           | 6           |  |  |               |                       |                       |               |               |   |   |              |               |               |              |              |  |

### Sezione 2
|  | Primo turno     | Primo turno      | Primo turno     | Primo turno | Primo turno |  |  | Secondo turno    | Secondo turno    | Secondo turno    | Secondo turno    | Secondo turno    |   |   | Ultimo turno | Ultimo turno    | Ultimo turno    | Ultimo turno | Ultimo turno |  |
|  |                 |                  |                 |             |             |  |  |                  |                  |                  |                  |                  |   |   |              |                 |                 |              |              |  |
|  |                 | Michael Kohlmann | 4               | 6           | 6           |  |  |                  |                  |                  |                  |                  |   |   |              |                 |                 |              |              |  |
|  | 2               | Tomas Nydahl     | 6               | 3           | 4           |  |  | Michael Kohlmann | Michael Kohlmann | Michael Kohlmann | 6                | 3                |   |   |              |                 |                 |              |              |  |
|  | Christian Vinck | Christian Vinck  | Christian Vinck | 7           | 6           |  |  | Christian Vinck  | Christian Vinck  | Christian Vinck  | 7                | 6                |   |   |              |                 |                 |              |              |  |
|  | Steve Campbell  | Steve Campbell   | Steve Campbell  | 6           | 4           |  |  |                  |                  |                  |                  |                  |   |   |              | Christian Vinck | Christian Vinck | 6            | 6            |  |
|  | André Sá        | André Sá         | 7               | 4           | 6           |  |  |                  |                  | 8                | Fernando Vicente | Fernando Vicente | 0 | 1 |              |                 |                 |              |              |  |
|  | Gérard Solvès   | Gérard Solvès    | 5               | 6           | 2           |  |  |                  | André Sá         | André Sá         | 3                | 1                |   |   |              |                 |                 |              |              |  |
|  | 8               | Fernando Vicente | 4               | 6           | 6           |  |  | 8                | Fernando Vicente | Fernando Vicente | 6                | 6                |   |   |              |                 |                 |              |              |  |
|  |                 | Gastón Etlis     | 6               | 1           | 4           |  |  |                  |                  |                  |                  |                  |   |   |              |                 |                 |              |              |  |

### Sezione 3
|  | Primo turno      | Primo turno      | Primo turno    | Primo turno | Primo turno |  |  | Secondo turno | Secondo turno  | Secondo turno  | Secondo turno | Secondo turno |   |   | Ultimo turno | Ultimo turno | Ultimo turno | Ultimo turno | Ultimo turno |  |
|  |                  |                  |                |             |             |  |  |               |                |                |               |               |   |   |              |              |              |              |              |  |
|  | 3                | Oliver Gross     | 6              | 6           | 7           |  |  |               |                |                |               |               |   |   |              |              |              |              |              |  |
|  |                  | James Greenhalgh | 2              | 7           | 6           |  |  | 3             | Oliver Gross   | Oliver Gross   | 6             | 4             |   |   |              |              |              |              |              |  |
|  | Glenn Weiner     | Glenn Weiner     | 2              | 6           | 6           |  |  |               | Glenn Weiner   | Glenn Weiner   | 7             | 6             |   |   |              |              |              |              |              |  |
|  | Álex López Morón | Álex López Morón | 6              | 3           | 1           |  |  |               |                |                |               |               |   |   | Glenn Weiner | Glenn Weiner | 4            | 7            | 7            |  |
|  | Doug Flach       | Doug Flach       | 6              | 4           | 6           |  |  |               |                | Doug Flach     | Doug Flach    | 6             | 5 | 6 |              |              |              |              |              |  |
|  | Yong-Il Yoon     | Yong-Il Yoon     | 3              | 6           | 1           |  |  |               | Doug Flach     | Doug Flach     | 6             | 6             |   |   |              |              |              |              |              |  |
|  | 5                | Alberto Martín   | Alberto Martín | 6           | 6           |  |  | 5             | Alberto Martín | Alberto Martín | 2             | 1             |   |   |              |              |              |              |              |  |
|  |                  | Danny Sapsford   | Danny Sapsford | 3           | 2           |  |  |               |                |                |               |               |   |   |              |              |              |              |              |  |

### Sezione 4
|  | Primo turno        | Primo turno         | Primo turno         | Primo turno | Primo turno |  |  | Secondo turno | Secondo turno      | Secondo turno      | Secondo turno | Secondo turno |   |   | Ultimo turno | Ultimo turno  | Ultimo turno  | Ultimo turno | Ultimo turno |  |
|  |                    |                     |                     |             |             |  |  |               |                    |                    |               |               |   |   |              |               |               |              |              |  |
|  | 4                  | Jordi Burillo       | Jordi Burillo       | 6           | 6           |  |  |               |                    |                    |               |               |   |   |              |               |               |              |              |  |
|  |                    | Jan-Michael Gambill | Jan-Michael Gambill | 4           | 3           |  |  | 4             | Jordi Burillo      | Jordi Burillo      | 6             | 7             |   |   |              |               |               |              |              |  |
|  | Sébastien Grosjean | Sébastien Grosjean  | Sébastien Grosjean  | 6           | 7           |  |  |               | Sébastien Grosjean | Sébastien Grosjean | 3             | 6             |   |   |              |               |               |              |              |  |
|  | Andrew Turner      | Andrew Turner       | Andrew Turner       | 1           | 5           |  |  |               |                    |                    |               |               |   |   | 4            | Jordi Burillo | Jordi Burillo | 6            | 1            |  |
|  | Michael Sell       | Michael Sell        | Michael Sell        | 7           | 7           |  |  |               |                    |                    | Michael Sell  | Michael Sell  | 7 | 6 |              |               |               |              |              |  |
|  | Attila Sávolt      | Attila Sávolt       | Attila Sávolt       | 5           | 6           |  |  |               | Michael Sell       | 6                  | 1             | 6             |   |   |              |               |               |              |              |  |
|  | 6                  | Lucas Arnold Ker    | Lucas Arnold Ker    | 6           | 6           |  |  | 6             | Lucas Arnold Ker   | 2                  | 6             | 1             |   |   |              |               |               |              |              |  |
|  |                    | Oren Motevassel     | Oren Motevassel     | 0           | 2           |  |  |               |                    |                    |               |               |   |   |              |               |               |              |              |  |